# Spilocuscus maculatus
El cuscús moteado (Phalanger maculatus) es una especie de marsupial diprotodonto de la familia Phalangeridae endémica de las selvas de la península del Cabo York, en el extremo nororiental de Australia, y de Nueva Guinea.
Su cuerpo mide entre 35 y 65 cm de longitud y su cola de entre 30 y 60 cm de largo, es prensil. Pesa en promedio 800 g. El pelaje de los machos es de color castaño, oliváceo o anaranjado con manchas blancas irregulares, en tanto el de las hembras es gris. La cabeza es redondeada, las orejas pequeñas y los ojos grandes.
Arborícola, trepador de movimientos lentos y hábitos nocturnos, se alimenta principalmente de hojas y animales pequeños. Si se siente amenazado desprende un olor fétido, parecido al del pinacate y al del zorrillo.